# Autoritratto (Leonardo)
L'Autoritratto di Leonardo da Vinci è un disegno a sanguigna su carta (33,5×21,6 cm), databile al 1517 circa e conservato nella Biblioteca Reale di Torino, all'interno dei Musei Reali.

## Storia
Il disegno del celebre Autoritratto viene in genere datato ai suoi ultimi anni di vita, quando viveva in Francia al servizio di Francesco I. Dopo la sua morte, con i manoscritti e il suo corpus di disegni e appunti, venne lasciato in eredità al fedele collaboratore Francesco Melzi, che lo portò alla sua villa a Vaprio d'Adda, al confine con la provincia di Bergamo. Qui gli eredi del Melzi sparpagliarono poi la collezione vinciana.
L'Autoritratto è testimoniato da un disegno rielaborato della seconda metà del Cinquecento, ora conservato presso le Gallerie dell'Accademia di Venezia. Non se ne hanno notizie successive fino alla sua ricomparsa agli inizi dell'XIX secolo a Milano, quando venne copiato e riprodotto in un'incisione per la famosa opera di Giuseppe Bossi Il Cenacolo di Leonardo da Vinci. Libri quattro, 1810, per poi scomparire nuovamente fino al 1839, quando Giovanni Volpato, un collezionista che lo aveva acquistato forse in Inghilterra o in Francia, lo vendette a Carlo Alberto di Savoia, assieme ad altri 1585 disegni di grandi artisti come Raffaello, Michelangelo per 50.000 lire piemontesi. Dalle collezioni Savoia confluì poi alla Biblioteca Reale.
Da allora l'opera ha fatto da prototipo per innumerevoli rappresentazioni dell'artista, che sono entrate poi nell'immaginario collettivo. Leonardo è stato considerato un genio polivalente.

## Descrizione e stile
L'opera mostra il volto di un uomo canuto, con lunghi capelli e lunga barba, con la sommità della testa appena accennata. Lo sguardo accigliato sembra rivolto a destra, con un'espressione seria e meditativa, in realtà è rivolto verso lo spettatore (come quando, con la testa di tre quarti, ci si guarda in uno specchio). Questo particolare non è ben visibile in riproduzione per una colatura antica che ha schiarito la sanguigna in corrispondenza dell'occhio destro (del disegno). I segni del tempo sul volto sono ben evidenti, con solchi lungo la fronte, attorno agli occhi e ai lati della bocca lungo le guance. I dettagli sono molto curati, sebbene una parte appaia solo abbozzata, come avviene in altri famosi disegni di Leonardo: per concentrare l'effetto del disegno sullo sguardo, l'artista ricorse a pochissime linee per le parti di contorno, lasciando il foglio in alto quasi intonso. L'immagine corrisponde alla descrizione che diede dell'artista Antonio De Beatis, segretario del cardinale Luigi d'Aragona, che il 10 ottobre 1517 visitò Leonardo ad Amboise e lo descrisse come vecchio "de più de 70 anni". Recenti studi hanno dimostrato che lo stile con cui è realizzato il disegno corrisponde a quello di altri disegni del periodo finale della vita di Leonardo, come la serie del Diluvio, e altri del soggiorno francese del Codice Atlantico recentemente esposti a fianco dell'Autoritratto nella mostra "L'Autoritratto di Leonardo. Storia e contemporaneità di un capolavoro", tenuta presso la Biblioteca Reale di Torino e che ha ricostruito la storia finora nota di questo celeberrimo disegno.

## Identificazione
Dalla sua riscoperta è stato considerato l'effigie autentica di Leonardo dalla quasi totalità degli studiosi dall'Ottocento ai giorni nostri (per citarne alcuni Gilberto Govi, Jean Paul Richter, Paul Muller-Walde, Gustavo Uzielli, Eugène Muntz, Luca Beltrami, Kenneth Clark, André Chastel, Carlo Pedretti, Carmen Bambach, Carlo Vecce, Paola Salvi). Fin dalla sua divulgazione tardo ottocentesca, qualcuno tentò di metterne in dubbio l'identificazione, filone critico che è rimasto vivo fino ad oggi dando luogo però ad una nebulosa interpretativa che si distingue per la varietà  e l'indeterminatezza delle ipotesi proposte: il padre, ser Piero da Vinci, o,  secondo il leonardista americano Louis A. Waldman, lo zio di Leonardo, Francesco da Vinci, lo studio per la testa di un apostolo del Cenacolo, di un filosofo o di una figura idealizzata di un saggio del passato, come Pitagora o Demostene. Il confronto diretto con l'altra immagine di Leonardo, quella del disegno in profilo conservato a Windsor (RCIN 912726) reso possibile dall'eccezionale prestito della Regina Elisabetta II per la mostra Leonardo. Il Genio, il Mito alla Reggia di Venaria Reale nel 2011-2012, ha dimostrato che in entrambi i disegni è rappresentato lo stesso soggetto a due diverse età: circa cinquantenne nel disegno di Windsor (attribuito all'allievo Francesco Melzi, che ne ha fatto probabilmente una copia da un originale oggi perduto di Leonardo) e negli ultimi anni della sua vita nel disegno autografo di Torino. La Biblioteca Reale lo ha da sempre schedato come Leonardo da Vinci, Autoritratto, inv. 15571, Dis. It. 1/30. Recenti studi hanno analiticamente confutato le teorie che hanno proposto nel tempo soggetti diversi dall'Autoritratto del genio di Vinci.